# Chiesa di San Michele (Modugno)
La cappella di San Michele è una chiesa storica di Modugno (BA), in via Carmine.

## Storia
Dell'antico edificio oggi rimangono visibili solo lo fondazioni. Fu costruita e ricostruita varie volte da diverse famiglie modugnesi e dedicata di volta in volta a San Giacomo, a San Filippo, ai SS.mi Angeli e a San Michele. La prima edificazione risale al Basso Medioevo, ad opera della famiglia della Rizza. La chiesa era coperta da una volta a botte e misurava 11 metri per 4,50. L'altare in pietra custodiva un quadro antico raffigurante San Michele e San Giacomo. Fu demolita negli anni cinquanta perché pericolante. Nel 2001, durante dei lavori lungo via Carmine sono state ritrovate alcune tombe e le fondazioni della costruzione, ora visibili.